# Marsilije Padovanski
Marsilije Padovanski talijanski Marsilio ili Marsiglio da Padova; (oko 1275. - oko 1342) bio je talijanski liječnik, koji je prakticirao razna zanimanja. Od 1312. do 1314. god. bio je rektor Sveučilišta u Parizu. Njegova privrženost gibelinima, iskazana u političkom spisu Defensor pacis iz 1324. god. učinila ga je dvorskim intelektualcem cara Ludovika IV.
Marsilijeve teze su bile grubo antiklerikalne, i prikladne za cara koji je bio u otvorenom sukobu s papom: Ludovik IV. je 1328. godine s vojskom ušao u Rim, te se radi pokazivanja prezira prema papi Ivana XXII. dao okruniti carskom krunom iz ruku jednog rimskog plemića. Potom je - zacijelo prema nacrtu Marsilija Padovanskog - Ludovik IV. izdao dekret kojim proglašava smjenu pape Ivana XXII., zbog hereze.

## Politička teorija
Djelo Defensor pacis iz 1324. godine, napisao je Marsilije za potrebe Ludovika IV. Bavarskog: vladara koji je bio od njemačkih knezova izabran za cara, ali kojega papa Ivan XXII. nije htio okruniti. Godine 1323. godine Ludovik IV. je poslao snažnu vojsku da pomogne zaštiti Milansko Vojvodstvo od prijetnji Francuske i Napulja - zaštitnika Papinske Države. Papa Ivan XXII. je na to ekskomunicirao Ludovika IV. i zatražio da se odrekne carske krune, kako bi njemački knezovi mogli za cara izabrati nekog boljeg katolika.
U djelu Defensor pacis, Marsilije je nastojao dokazati neovisnost ustanove Svetog Rimskog Carstva od papinstva, te je napadao pape za uzurpaciju prerogativa koji pripadaju caru.
Marsilije je također napisao traktat De translatione Romani imperii, gdje je nastojao dokazati isključivu nadležnost cara u bračnim i obiteljskim stvarima. Izgleda da je razlog pisanja tog traktata bila odluka Ludovika IV. da poništi brak sina kralja Češke. Inače je poništenje (crkvenog) braka bilo u nadležnosti crkvenih vlasti.
U djelu Defensor minor, Marsilije zaokružuje i dodatno elaborira neke detalje svojih teorija, u pogledu crkvene jurisdikcije, određivanja pokore, oprosta, križarskih ratova, hodočašća, davanja prisege, ekskomunikacije, sazivanja i djelovanja crkvenih sabora, braka i razvoda, te jedinstva s Grčkom pravoslavnom crkvom. U tom djelu on još jasnije artikulira stav o vlasti cara nad Crkvom.

## Utjecaj
Nakon što je sukob između gvelfa i gibelina postao prošlost, ideje o podređenosti Crkve državnim vlastima su postale sastavni dio protestantizma. Thomas Cromwell, državni tajnik engleskog kralja Henrika VIII. dao je prevesti Defensor pacis na engleski, u svrhu potpore tekućem podvrgavanju Crkve državnoj vlasti.
U vrijeme provjetiteljstva, teorije o apsolutnim prerogativima monarha i potpunoj dužnosti podanika na odanost svjetovnom vladaru ("prosvijećeni apsolutizam"), te o potpunoj prevlasti države nad svim ustanovama društva (pa onda i nad Crkvom) su u velikoj mjeri nalikovale na ideje Marsilija Padovanskog, što je dovelo do razvitka galikanizma i jozefinizma.
Na nekim mjestima se ideje koje je zastupao Marsilije nazivaju "cezaropapizam".

## Daljnja literatura
- The defender of peace (Cambridge University Press, 2005).
- Writings on the Empire: Defensor minor and De translatione imperii (Cambridge University Press, 1993).